# Head over Heels (ABBA)
Head over Heels è un singolo del gruppo musicale svedese ABBA del 1982, estratto dall'album The Visitors. 

## Descrizione
Il titolo si traduce con l'espressione "testa fra le nuvole". Descrive una giovane ragazza che vive la propria età senza pensieri e con la giusta sfrontatezza, senza timore di essere sopraffatta dall'universo maschile.